# Metadrinomyia proclinata
Metadrinomyia proclinata är en tvåvingeart som beskrevs av Hiroshi Shima 1980. Metadrinomyia proclinata ingår i släktet Metadrinomyia och familjen parasitflugor. Inga underarter finns listade i Catalogue of Life.